# 贝戈尼亚圣殿
贝戈尼亚圣母圣殿（西班牙語：Basílica de Nuestra Señora de Begoña）是一座罗马天主教宗座圣殿，位于西班牙比斯开省毕尔巴鄂的贝戈尼亚区，供奉比斯开省的主保圣人贝戈尼亚圣母。

## 历史
该堂始建于1511年，由Sancho Martínez de Arego设计，完成于17世纪，哥特式风格。在十九世纪，该堂作为毕尔巴鄂城墙的一部分而受损。目前的钟楼重建于1902-1907年。